# Euphorbia actinoclada
Euphorbia actinoclada är en törelväxtart som beskrevs av Susan Carter. Euphorbia actinoclada ingår i släktet törlar, och familjen törelväxter. Inga underarter finns listade i Catalogue of Life.

## Bildgalleri

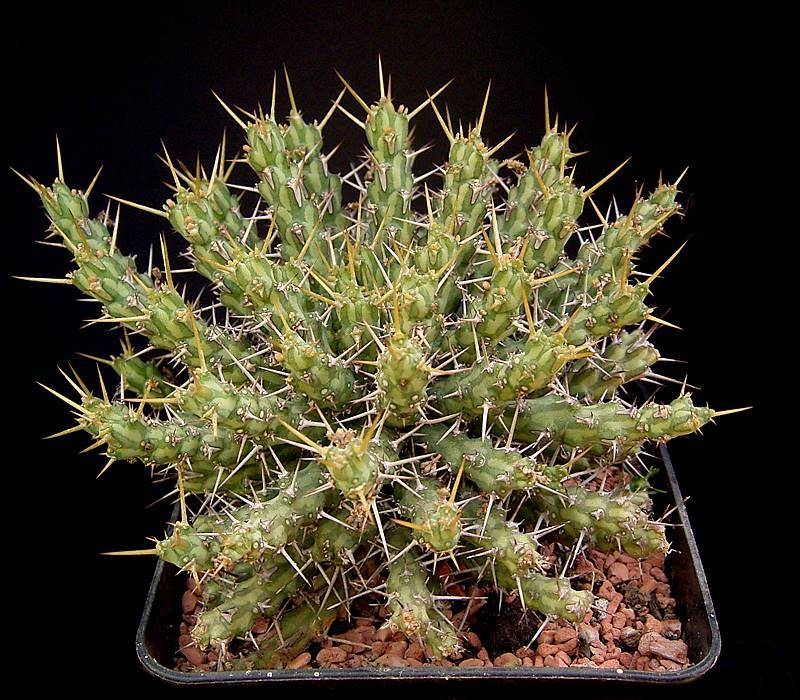
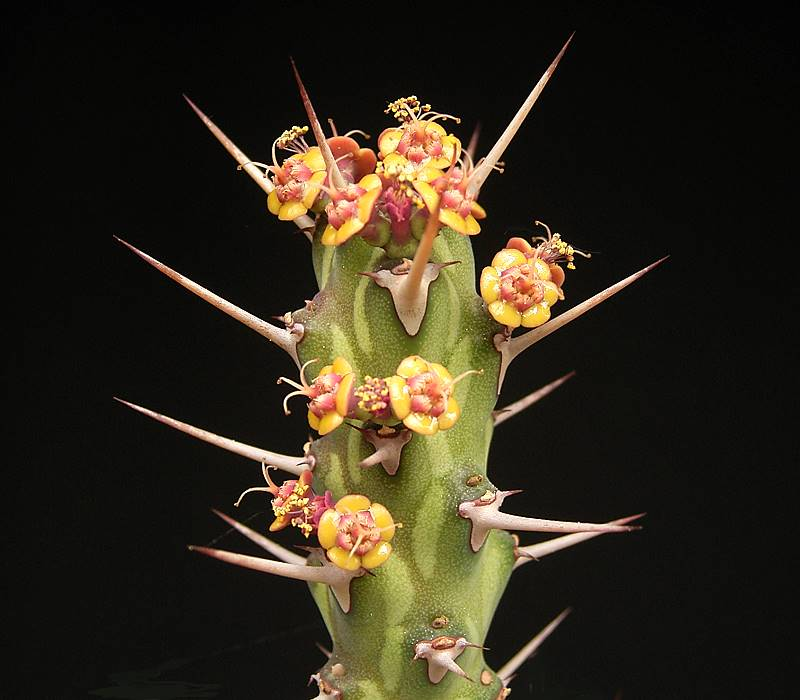
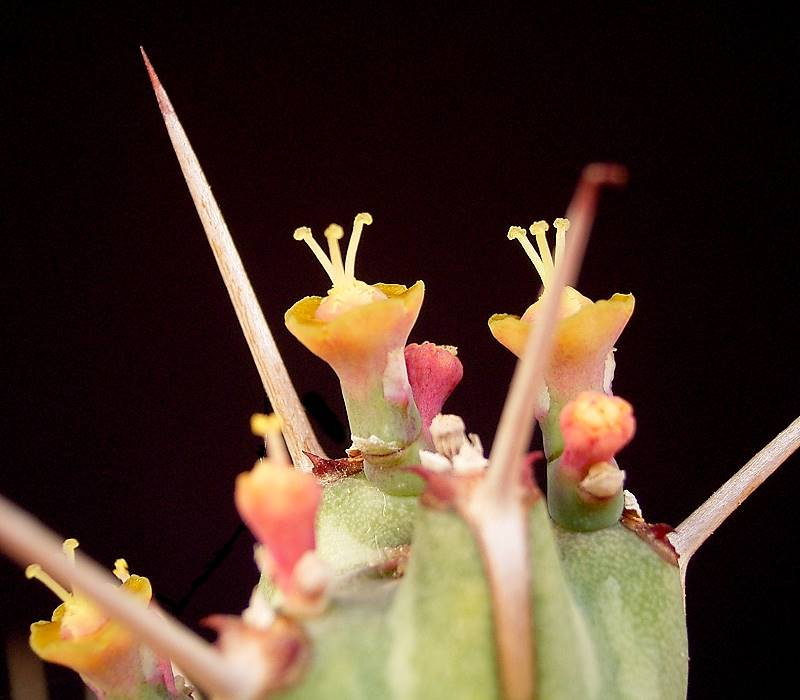